# Sarbīsheh (kommunhuvudort i Iran)
Sarbīsheh (persiska: سربیشه) är en kommunhuvudort i Iran.   Den ligger i provinsen Khorasan, i den östra delen av landet, 900 km öster om huvudstaden Teheran. Sarbīsheh ligger 1 824 meter över havet och antalet invånare är 6 141.
Terrängen runt Sarbīsheh är varierad. Runt Sarbīsheh är det glesbefolkat, med 12 invånare per kvadratkilometer. Sarbīsheh är det största samhället i trakten. Trakten runt Sarbīsheh är ofruktbar med lite eller ingen växtlighet.